# Ibrahima Bakayoko
Ibrahima Bakayoko (Séguéla, 31 dicembre 1976) è un ex calciatore ivoriano, di ruolo attaccante.

## Carriera

### Club

#### Montpellier
Il 2 agosto 1997 realizza la prima rete stagionale contro lo Strasburgo (1-1).
Le prestazioni al Montpellier convincono gli inglesi dell'Everton a portarlo in Premier League in cambio di £ 4,5 milioni (€ 6,7 milioni). Gioca 28 incontri tra campionato e coppe, segnando 7 reti, venendo subito rispedito in Francia.
Qualche anno più tardi, risulta diciannovesimo in una lista dei 50 peggiori attaccanti che abbiano mai giocato in Premier League.

#### Marsiglia
Nell'estate 1999 passa al Olympique Marsiglia per 6 milioni di euro, qui trova anche il portiere francese Fabien Barthez e insieme nella stagione 2003-2004 arriva alla finale di Coppa UEFA, perdendo contro il Valencia guidato da Rafael Benítez.

#### Livorno
Dopo aver vagato per l'Europa con alterne fortune, ha disputato la stagione 2005-2006 con il Livorno, in cui, a causa della concorrenza di Cristiano Lucarelli e Raffaele Palladino, ha trovato poco spazio segnando un solo gol (su rigore) in Serie A. Inizia la stagione seguente con la squadra amaranto e a gennaio 2007, durante la sessione invernale del calciomercato, è ceduto al Messina. Conta 43 presenze e 4 gol in massima serie.

#### AEL Larissa e PAOK
Nella sessione estiva del calciomercato dell'estate 2007 viene ceduto al Larissa, qui gioca insieme a giocatori importanti greci come, Nikolaos Dabizas e Stylianos Venetidīs. Dopo alcune presenze passa in forza al PAOK, anche qui trova alcuni giocatori come Vasilīs Lakīs e Kōstas Chalkias vincitori dell'Europeo 2004 con la Nazionale Greca.

#### PAS Giannina
Nell'estate 2009 al PAS, formazione di Giannina neopromossa in massima serie greca. Qui ritrova una conoscenza del campionato italiano, il portiere Dimitrios Eleftheropoulos e nella sua nuova squadra segna il suo primo gol all'Olympiakos Pireo al 90' permettendo al PAS Giannina di agguantare il pareggio. Nella stagione 2010-2011 grazie ai suoi goal contribuisce alla promozione del PAS alla Super League Greece, la serie A greca, diventando il capocannoniere della serie B greca. Nell'estate 2011 decide di prolungare di un altro anno il suo contratto con la squadra dell'Epiro. A gennaio 2012 al posto del tecnico Stéphane Demol al PAS Giannina, viene ingaggiato Angelos Anastasiadis appena svincolato dalla nazionale cipriota, Bakayoko, raggiunge la salvezza con due giornate di anticipo, ottenendo vittorie importanti come quella per 1-2 ai danni del PAOK FC di Bruno Cirillo e la vittoria casalinga allo Stadio Zosimades 2-1 l'AEK Atene dell'ex romanista Traïanos Dellas, ottenendo il 7º risultato utile consecutivo.

#### Olympiakos Volou
Dopo 3 anni al PAS, Ibrahima Bakayoko firma un contratto per un anno con l'Olympiakos Volos, quadra che milita nella serie B greca, chiamata Football League. Il 9 gennaio 2013 si procura un calcio di rigore in Coppa di Grecia che porta momentaneamente in vantaggio l'Olympiakos Volos contro l'Asteras Tripolis.

### Nazionale
Tra il 1996 e il 2002 ha fatto parte della Nazionale ivoriana, riuscendo a siglare 30 reti in 45 incontri.

## Statistiche

### Cronologia presenze e reti in nazionale
| Cronologia completa delle presenze e delle reti in nazionale ― Costa d'Avorio | Cronologia completa delle presenze e delle reti in nazionale ― Costa d'Avorio | Cronologia completa delle presenze e delle reti in nazionale ― Costa d'Avorio | Cronologia completa delle presenze e delle reti in nazionale ― Costa d'Avorio | Cronologia completa delle presenze e delle reti in nazionale ― Costa d'Avorio | Cronologia completa delle presenze e delle reti in nazionale ― Costa d'Avorio | Cronologia completa delle presenze e delle reti in nazionale ― Costa d'Avorio | Cronologia completa delle presenze e delle reti in nazionale ― Costa d'Avorio |
| Data                                                                          | Città                                                                         | In casa                                                                       | Risultato                                                                     | Ospiti                                                                        | Competizione                                                                  | Reti                                                                          | Note                                                                          |
| ----------------------------------------------------------------------------- | ----------------------------------------------------------------------------- | ----------------------------------------------------------------------------- | ----------------------------------------------------------------------------- | ----------------------------------------------------------------------------- | ----------------------------------------------------------------------------- | ----------------------------------------------------------------------------- | ----------------------------------------------------------------------------- |
| 14-1-1996                                                                     | Port Elizabeth                                                                | Costa d'Avorio                                                                | 0 – 2                                                                         | Ghana                                                                         | Coppa d'Africa 1996 - 1º turno                                                | -                                                                             | 46’                                                                           |
| 25-1-1996                                                                     | Port Elizabeth                                                                | Costa d'Avorio                                                                | 1 – 3                                                                         | Tunisia                                                                       | Coppa d'Africa 1996 - 1º turno                                                | -                                                                             | 62’                                                                           |
| 9-6-1996                                                                      | Abidjan                                                                       | Costa d'Avorio                                                                | 1 – 1                                                                         | Burkina Faso                                                                  | Amichevole                                                                    | 1                                                                             | Uscita                                                                        |
| 6-10-1996                                                                     | Algeri                                                                        | Algeria                                                                       | 4 – 1                                                                         | Costa d'Avorio                                                                | Qual. Coppa d'Africa 1998                                                     | -                                                                             | 57’                                                                           |
| 26-1-1997                                                                     | Bouaké                                                                        | Costa d'Avorio                                                                | 1 – 0                                                                         | Benin                                                                         | Qual. Coppa d'Africa 1998                                                     | -                                                                             | Uscita                                                                        |
| 23-2-1997                                                                     | Bamako                                                                        | Mali                                                                          | 1 – 2                                                                         | Costa d'Avorio                                                                | Qual. Coppa d'Africa 1998                                                     | 1                                                                             |                                                                               |
| 22-6-1997                                                                     | Bouaké                                                                        | Costa d'Avorio                                                                | 2 – 1                                                                         | Algeria                                                                       | Qual. Coppa d'Africa 1998                                                     | -                                                                             |                                                                               |
| 13-7-1997                                                                     | Cotonou                                                                       | Benin                                                                         | 0 – 0                                                                         | Costa d'Avorio                                                                | Qual. Coppa d'Africa 1998                                                     | -                                                                             |                                                                               |
| 27-7-1997                                                                     | Bouaké                                                                        | Costa d'Avorio                                                                | 4 – 2                                                                         | Mali                                                                          | Qual. Coppa d'Africa 1998                                                     | 1                                                                             |                                                                               |
| 29-1-1998                                                                     | Bouaké                                                                        | Costa d'Avorio                                                                | 4 – 1                                                                         | Mozambico                                                                     | Amichevole                                                                    | 2                                                                             |                                                                               |
| 1-2-1998                                                                      | Bouaké                                                                        | Costa d'Avorio                                                                | 1 – 0                                                                         | Camerun                                                                       | Amichevole                                                                    | -                                                                             |                                                                               |
| 8-2-1998                                                                      | Bobo-Dioulasso                                                                | Costa d'Avorio                                                                | 4 – 3                                                                         | Namibia                                                                       | Coppa d'Africa 1998 - 1º turno                                                | 1                                                                             |                                                                               |
| 11-2-1998                                                                     | Bobo-Dioulasso                                                                | Sudafrica                                                                     | 1 – 1                                                                         | Costa d'Avorio                                                                | Coppa d'Africa 1998 - 1º turno                                                | -                                                                             | 76’                                                                           |
| 16-2-1998                                                                     | Ouagadougou                                                                   | Costa d'Avorio                                                                | 5 – 2                                                                         | Angola                                                                        | Coppa d'Africa 1998 - 1º turno                                                | 1                                                                             | 85’                                                                           |
| 21-2-1998                                                                     | Ouagadougou                                                                   | Costa d'Avorio                                                                | 0 – 0 dts (4 – 5 dtr)                                                         | Egitto                                                                        | Coppa d'Africa 1998 - Quarti di finale                                        | -                                                                             |                                                                               |
| 4-10-1998                                                                     | Bamako                                                                        | Mali                                                                          | 0 – 1                                                                         | Costa d'Avorio                                                                | Qual. Coppa d'Africa 2000                                                     | -                                                                             | 89’                                                                           |
| 24-1-1999                                                                     | Abidjan                                                                       | Costa d'Avorio                                                                | 3 – 0                                                                         | Namibia                                                                       | Qual. Coppa d'Africa 2000                                                     | -                                                                             | 76’                                                                           |
| 28-2-1999                                                                     | Pointe-Noire                                                                  | Rep. del Congo                                                                | 1 – 0                                                                         | Costa d'Avorio                                                                | Qual. Coppa d'Africa 2000                                                     | -                                                                             |                                                                               |
| 11-4-1999                                                                     | Abidjan                                                                       | Costa d'Avorio                                                                | 2 – 0                                                                         | Rep. del Congo                                                                | Qual. Coppa d'Africa 2000                                                     | 1                                                                             |                                                                               |
| 20-6-1999                                                                     | Abidjan                                                                       | Costa d'Avorio                                                                | 0 – 0                                                                         | Mali                                                                          | Qual. Coppa d'Africa 2000                                                     | -                                                                             | 71’                                                                           |
| 24-1-2000                                                                     | Accra                                                                         | Costa d'Avorio                                                                | 1 – 1                                                                         | Togo                                                                          | Coppa d'Africa 2000 - 1º turno                                                | -                                                                             | 76’                                                                           |
| 28-1-2000                                                                     | Accra                                                                         | Camerun                                                                       | 3 – 0                                                                         | Costa d'Avorio                                                                | Coppa d'Africa 2000 - 1º turno                                                | -                                                                             | Ammonizione                                                                   |
| 31-1-2000                                                                     | Accra                                                                         | Ghana                                                                         | 0 – 2                                                                         | Costa d'Avorio                                                                | Coppa d'Africa 2000 - 1º turno                                                | -                                                                             | 72’                                                                           |
| 23-4-2000                                                                     | Abidjan                                                                       | Costa d'Avorio                                                                | 2 – 0                                                                         | Ruanda                                                                        | Qual. Mondiali 2002                                                           | 2                                                                             | 85’                                                                           |
| 18-6-2000                                                                     | Abidjan                                                                       | Costa d'Avorio                                                                | 2 – 2                                                                         | Tunisia                                                                       | Qual. Mondiali 2002                                                           | 1                                                                             |                                                                               |
| 19-11-2000                                                                    | Abidjan                                                                       | Costa d'Avorio                                                                | 2 – 1                                                                         | Libia                                                                         | Qual. Coppa d'Africa 2002                                                     | 1                                                                             |                                                                               |
| 20-1-2001                                                                     | Bouaké                                                                        | Costa d'Avorio                                                                | 2 – 0                                                                         | Sudan                                                                         | Qual. Coppa d'Africa 2002                                                     | -                                                                             | 70’                                                                           |
| 28-1-2001                                                                     | Antananarivo                                                                  | Madagascar                                                                    | 1 – 3                                                                         | Costa d'Avorio                                                                | Qual. Mondiali 2002                                                           | 2                                                                             |                                                                               |
| 10-3-2001                                                                     | Kinshasa                                                                      | RD del Congo                                                                  | 1 – 2                                                                         | Costa d'Avorio                                                                | Qual. Mondiali 2002                                                           | 1                                                                             | 89’                                                                           |
| 25-3-2001                                                                     | Omdurman                                                                      | Sudan                                                                         | 0 – 0                                                                         | Costa d'Avorio                                                                | Qual. Coppa d'Africa 2002                                                     | -                                                                             | 71’                                                                           |
| 22-4-2001                                                                     | Abidjan                                                                       | Costa d'Avorio                                                                | 2 – 0                                                                         | Rep. del Congo                                                                | Qual. Mondiali 2002                                                           | 1                                                                             |                                                                               |
| 20-5-2001                                                                     | Tunisi                                                                        | Tunisia                                                                       | 1 – 1                                                                         | Costa d'Avorio                                                                | Qual. Mondiali 2002                                                           | 1                                                                             |                                                                               |
| 3-6-2001                                                                      | Tripoli                                                                       | Libia                                                                         | 0 – 3                                                                         | Costa d'Avorio                                                                | Qual. Coppa d'Africa 2002                                                     | 1                                                                             |                                                                               |
| 17-6-2001                                                                     | Abidjan                                                                       | Costa d'Avorio                                                                | 2 – 2                                                                         | Egitto                                                                        | Qual. Coppa d'Africa 2002                                                     | 1                                                                             |                                                                               |
| 1-7-2001                                                                      | Abidjan                                                                       | Costa d'Avorio                                                                | 6 – 0                                                                         | Madagascar                                                                    | Qual. Mondiali 2002                                                           | 3                                                                             |                                                                               |
| 15-7-2001                                                                     | Pointe-Noire                                                                  | Rep. del Congo                                                                | 1 – 1                                                                         | Costa d'Avorio                                                                | Qual. Mondiali 2002                                                           | -                                                                             | 39’                                                                           |
| 21-1-2002                                                                     | Sikasso                                                                       | Togo                                                                          | 0 – 0                                                                         | Costa d'Avorio                                                                | Coppa d'Africa 2002 - 1º turno                                                | -                                                                             | 65’                                                                           |
| 25-1-2002                                                                     | Sikasso                                                                       | Camerun                                                                       | 1 – 0                                                                         | Costa d'Avorio                                                                | Coppa d'Africa 2002 - 1º turno                                                | -                                                                             | 76’                                                                           |
| 29-1-2002                                                                     | Kayes                                                                         | RD del Congo                                                                  | 3 – 1                                                                         | Costa d'Avorio                                                                | Coppa d'Africa 2002 - 1º turno                                                | -                                                                             | 37’                                                                           |
| Totale                                                                        |                                                                               | Presenze                                                                      | 39                                                                            |                                                                               | Reti                                                                          | 22                                                                            |                                                                               |

## Palmarès

### Individuale
- Capocannoniere della Coupe de la Ligue: 1

2002-2003 (3 reti)